# Casus foederis
Casus foederis (ou casus fœderis) é derivado do latim para "caso para a aliança" ou "motivo para a aliança". Em termos diplomáticos, descreve uma situação em que os termos de uma aliança entram em jogo em que uma nação sendo atacada por outra e, por conta disso, os aliados da nação atacada podem ajudá-la na guerra, declarando guerra ao Estado agressor, acionando como motivo o tratado de defesa mútua. 

## Exemplos históricos

### Guerra do Pacífico
Na Guerra do Pacífico, a Bolívia invocou o casus foederis para trazer o Peru para a guerra depois que o Chile reinvadiu a costa da Bolívia. Em 1879, as forças armadas chilenas ocuparam a cidade portuária de Antofagasta depois que a Bolívia ameaçou confiscar a propriedade da empresa chilena de nitrato de Antofagasta. O Peru tentou mediar, mas quando a Bolívia anunciou que existia um estado de guerra, a situação se deteriorou. A Bolívia pediu ao Peru que ative seu pacto secreto de defesa mútua e o Chile exigiu que o Peru declarasse sua neutralidade imediatamente. Em 5 de abril, o Chile declarou guerra às duas nações. No dia seguinte, o Peru respondeu reconhecendo o casus foederis. 

### Primeira Guerra Mundial
Na Primeira Guerra Mundial, os tratados entre a Itália e a Áustria-Hungria e a Romênia, que supostamente exigia que a Itália e a Romênia ajudassem a Áustria se a Áustria fosse atacada por outra nação, foram ignorados pela Itália e pela Romênia porque, como escreveu Winston Churchill , "o casus fœderis não havia surgido", já que os ataques à Áustria não haviam sido "sem provocação". 

### OTAN
O Artigo 5 do Tratado do Atlântico Norte (OTAN) estipula a defesa mútua em caso de ataque a um país membro. Foi invocado apenas uma vez, em 12 de setembro de 2001, em resposta aos ataques de 11 de setembro nos Estados Unidos.

## Exceções
Onde não houver um pacto de aliança político-militar prévio, não há obrigação de intervir militarmente junto a quem pede ajuda, pois a decisão depende exclusivamente das escolhas discricionárias de política externa do Estado chamado a ajudar no conflito. 